# Patterson River
Patterson River är ett vattendrag i Australien. Det ligger i delstaten Victoria, omkring 32 kilometer sydost om delstatshuvudstaden Melbourne.
Runt Patterson River är det mycket tätbefolkat, med 1 313 invånare per kvadratkilometer. Genomsnittlig årsnederbörd är 1 251 millimeter. Den regnigaste månaden är maj, med i genomsnitt 154 mm nederbörd, och den torraste är januari, med 51 mm nederbörd.